# Lo Forn de les Olles
Lo Forn de les Olles és un paratge del terme municipal d'Abella de la Conca, al Pallars Jussà.
Està situat al costat mateix de la vila d'Abella de la Conca, al seu nord-oest. Forma una raconada de la qual arrenquen les impressionats parets de roca que fan de redòs de la vila pel costat nord-oest. És al sud-oest i als peus de la Roca dels Arços, i dessota del Pas dels Lladres, a l'extrem sud-oriental de la partida d'Ordins.
L'antic forn de ceràmica (olles) està desaparegut, i en el seu lloc s'ha obert l'espai que serveix d'aparcament per tal d'evitar que els cotxes pugin a l'interior de la població.

## Etimologia
Es tracta d'un topònim romànic modern de caràcter descriptiu: en aquest indret hi degué haver el forn del terrissaire del poble, on coïa les peces de ceràmica, olles com a genèric, que anava elaborant.